# Marija Arkaďjevna Vjazemskaja
Kněžna Marija Arkaďjevna Vjazemskaja, rozená Stolypinová, v prvním manželství Beck (rusky Мария Аркадьевна Столыпина (12. října 1819 Petrohrad – 23. října 1889 Tiflis) byla ruská šlechtična z rodu Stolypinů. Působila jako dvorní dáma a komorná ruské imperátorky Marie Alexandrovny. Byla manželkou Pavla Petroviče Vjazemského, významné osobnosti ruské kultury.

## Život
Narodila se v Petrohradě jako nejstarší dcera děkabristy a spisovatele Arkadije Alexejeviče Stolypina, bratra J. A. Arseněvové, babičky básníka M. J. Lermontova. Její matka, Věra Nikolajevna, byla vnučkou admirála N. S. Mordvinova a Angličanky Henrietty Cobleyové. Byla pokřtěna 22. října 1819 v námořní katedrále Zjevení Páně. Měla další dvě sestry a čtyři bratry, z nichž Alexej (1816–1858), byl blízkým přítelem M. J. Lermontova a sloužil s ním v pluku husarů carské gardy.
Marie byla od dětství obklopena zajímavými osobnostmi, z okruhu přátelil jejího otcem a dědečka. Byli mezi nimi např. N. M. Karamzin, Wilhelm Küchelbecker, A. S. Gribojedov, K. F. Rylejev, M. M. Speranskij. V době Speranského vyhnanství v letech 1812–1816 s ním Stolypin a jeho tchán N. S. Mordvinov udržovali korespondenci, vyměňovali si knihy a noviny. Speranského dcera Jelizavěta (1799–1857) se přátelila s Věrou Nikolajevnou a často ji navštěvovala. Ta byla dle vyprávění současníků krásná a velice milá žena.
Mariin otec zemřel 7. května 1825, když jí bylo 6 let.
Matka Věra Nikolajevna zůstala se sedmi dětmi, z nichž nejstaršímu Nikolajovi bylo 9 let a nejmladší dceři Jekatěrině pouhých 8 měsíců. Zimní měsíce trávila s dětmi v Petrohradě a v létě u svého otce na dači poblíž Peterhofu.

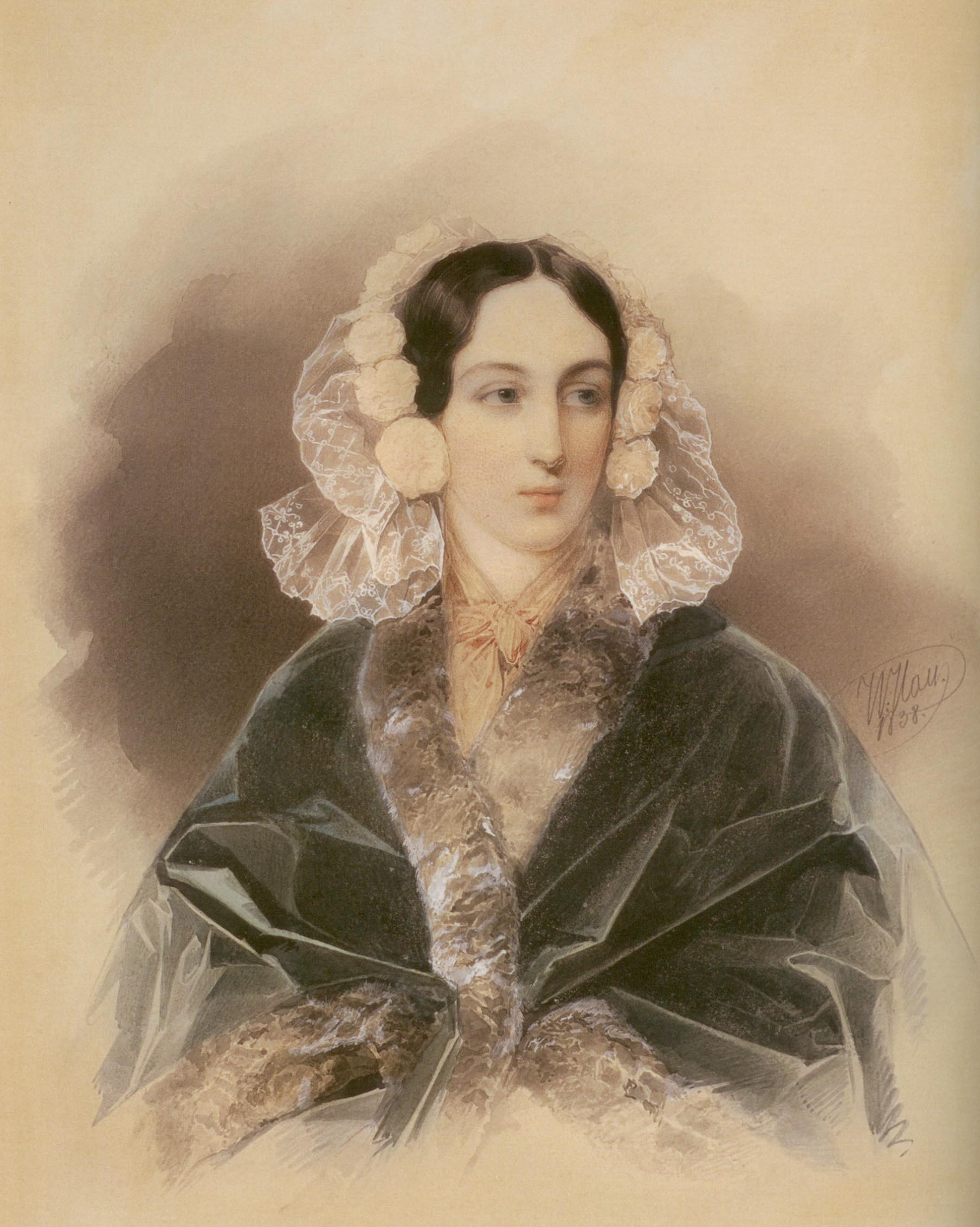
Marija Arkaďjevna v roce 1838

Mariina matka zemřela 4. ledna 1834, když bylo Marii 14 let. Se svými sourozenci pak pobývala u prarodičů Mordvinových.
Zde se dětem dostalo vynikajícího vzdělání a láskyplného zacházení, mohly si volně hrát a bavit se a jen zřídka byly trestány. Byla jim vštěpována láska k literatuře, hudbě a malířství, byli vedeni ke krasopisu, zejména v ruštině, ale také k čistotě a pořádku. Jak později psal Pavel Vjazemskij, umělci, básníci a hudebníci nacházeli v tomto domě vždy úkryt. V třípatrové budově na rohu Divadelního náměstí a Nikolské ulice často pobývali S. T. Aksakov, A. F. Vojejkov, Šiškov, G. G. Kušelev, V. A. Žukovskij a mnoho dalších.
V takovéto atmosféře žila Marija Arkaďjevna pod dohledem Agrafeny Vasiljevny Koftyrevové, absolventky Smolného institutu a přítelkyně Naděždy Mordvinové, až do své svatby. V té době si psala deník, který si vedla až do konce svého života.

#### První manželství
Marie po svém uvedení do společnosti na sebe okamžitě strhla pozornost dvora. Všiml si jí sám car Mikuláš I. a ke konci roku 1836 jí nabídl místo dvorní dámy. Admirál Mordvinov znalý nástrah takové nabídky pro mladou dívku, rozhodl se vnučku co nejdříve provdat. Později v březnu 1839 admirál Mordvinov velmi neochotně dal souhlas ke jmenování své mladší vnučky, krásné Věry Stolypinové (1821—1853), dvorní dámou velkokněžny Alexandry.

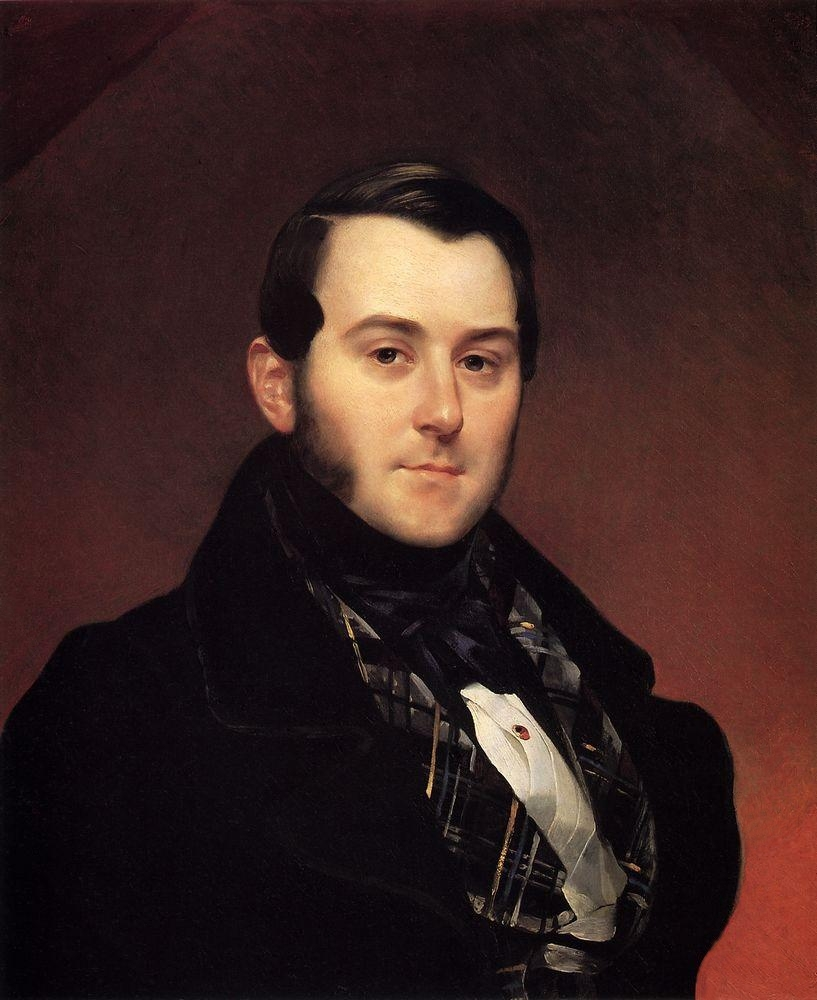
Portrét Ivana Alexandroviče Becka od K. P. Brjullova. Kolem roku 1839

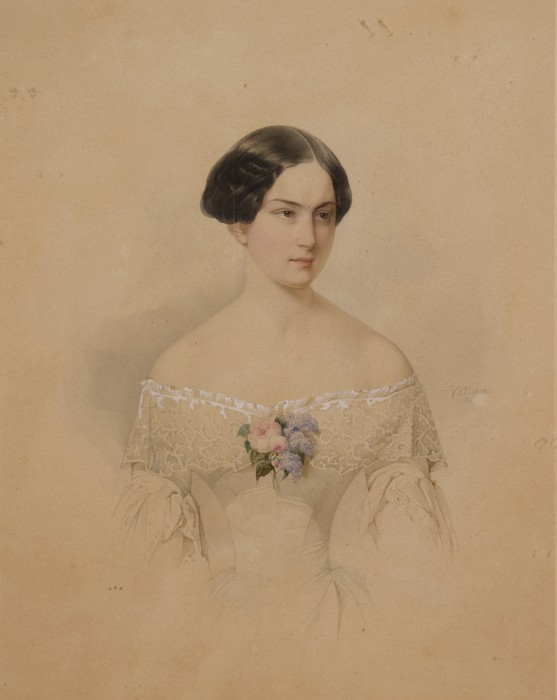
Mariina sestra Věra Stolypinová

8. listopadu 1837 se Marija Arkaďjevna provdala za diplomata Ivana Alexandroviče Becka. Svatba se konala v katedrále svatého Izáka. Za svědky šli A. P. Lazarev, a L. V. Dubelt a knížete M. A. Dondukov-Korsakov.
Ivan Beck sloužil v Kolegiu zahraničních věcí, v diplomatických službách v Nizozemsku, společně s knížetem Vjazemským, který se s jeho vdovou později oženil. Byl to mnohostranně nadaný, zabýval se malováním a hudbou, psal lyrické básně a byl jedním z prvních překladatelů Goethova Fausta do ruštiny. V roce 1827 se Beck v Drážďanech sblížil s A. I. Turgeněvem, který oceňoval jeho básně a přátelil se také se slepým básníkem I. I. Kozlovem.
Manželství však bylo krátké a nepřineslo mnoho štěstí. Ivan Alexandrovič prudce onemocněl a zešílel  a 23. dubna 1842 zemřel. Byl pohřben na Lazarevském hřbitově Alexandrově-Něvské lávry.
Marija Arkaďjevna zůstala se dvěma malými dcerami – Marií a Věrou. Obě dcery zdědily po otci sklony k poezii a umění. Ovdovělá 23letá Marija Arkaďjevna se vrátila do domu svého dědečka.

### Druhé manželství

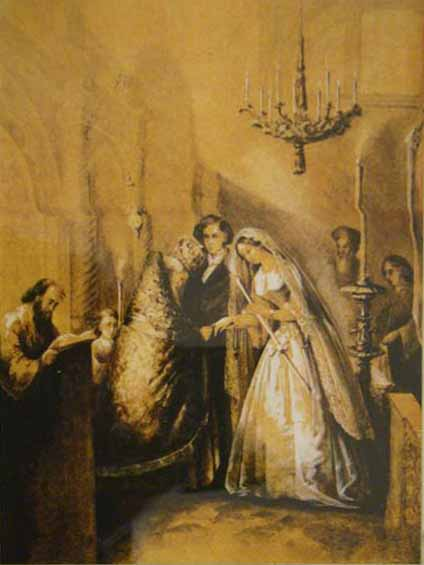
Svatba s P. P. Vjazemským

Po smrti svého manžela zdědila Marija Arkaďjevna velké jmění, což spolu s věnem od svých rodičů představovalo značný kapitál. Vedla společenský život, navštěvovala dvorní i soukromé plesy. V květnu 1847 odjela se svými malými dcerami do zahraničí, aby navštívila Konstantinopol, kde žila její sestra Věra se svým manželem knížetem D. F. Golicynem, sloužícím v ruské misi. Tam se Marija Arkaďjevna setkala s knížetem Pavlem Petrovičem Vjazemským, syn básníka a literárního kritika P. A. Vjazemského, který zde sloužil jako asistent tajemníka asijského oddělení ministerstva zahraničních věcí.
Pavel Vjazemskij a Marija (Becková) byli oddáni v Konstantinopoli 17. října 1848.
Po svatbě se pár usadil na ruské ambasádě nedaleko Konstantinopole, kde se jim v roce 1849 narodilo první dítě, dcera Jekatěrina. Vjazemskij si osvojil také manželčiny děti z prvního manželství Věru a Marii. Učil je vědám a rozvíjel jejich přirozený sklon k umění.
Kníže Vjazemskij byl v prosinci 1850 byl služebně převelen do Haagu, později sloužil v Karlsruhe a ve Vídni. V roce 1857 se manželé Vjazemští vrátili do Petrohradu, kde Pavel Petrovič nastoupil do nového úřadu a Marii Arkaďjevně byl udělen titul čestné dvorní dámy carevny Marie Alexandrovny, která na ní velmi lpěla. Mladší dcery Vjazemských, Jekatěrina a Alexandra studovaly a přátelily se s princeznou Marií.
Život Marie Arkaďjevny plynul pomalu, nejstarší dcery se povdávaly z lásky. Marija Ivanovna se v roce 1857 provdala za gardistu hraběte Lamsdorfa a Věra Ivanovna v roce 1859 za knížete D. S. Gorčakova. Rodinný život Marie Ivanovny byl však neradostný – hrabě Lamsdorf byl tyran a manželství bylo nešťastné. Marija Ivanovna se manželem odjela do zahraničí, kde v roce 1866 náhle zemřela, dříve než ji matka stihla navštívit.

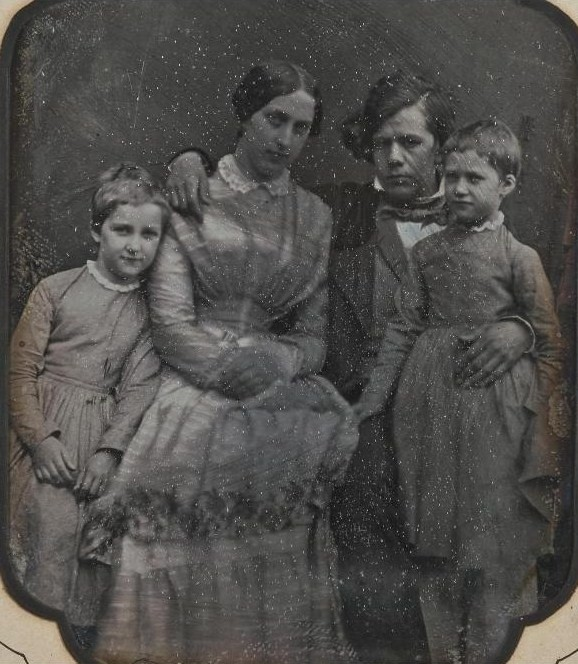
Marija Arkaďjevna se svým druhým manželem a dcerami Marií a Věrou

V 70. letech 19. století žila Marija Arkaďjevna v Německu, Švýcarsku a Francii. V roce 1874 získala pozici dvorní dámy u velkokněžny Marie Pavlovny. S přijetím dlouho váhala, ale kvůli synovi a nejmladší dceři souhlasila. V roce 1878 jí byl udělen malý kříž Řádu svaté Kateřiny. V roce 1880 se car Alexandr II. obrátil na ni společně s hraběnkou de Moira a kněžnou Gagarinovou, aby jako první z dvorních dam navštívily kněžnu Jurjevskou.
Blízká přítelkyně Marie Arkaďjevny A. A. Tolstá ji popsala jako osobu vášnivou, přímočarou a věrnou. L. N. Tolstoj ji nazval "okouzlující představitelkou ruských žen." Marija Arkaďjevna podporovala charitativní činnosti prostřednictvím Ruského červeného kříže, za což byla vyznamenána odznakem Červeného kříže a byla zvolena „předsedkyní ženského lazaretu“.
V roce 1888 zemřel kníže Pavel Petrovič Vjazemskij. V jednom z nekrologů byl označen jako jeden z nejvzdělanějších lidí Ruska. Marija Arkaďjevna zemřela na infarkt o rok později ve Tbilisi. Byla pohřbena v Petrohradě vedle svého manžela na Tichvinském hřbitově v lávře sv. Alexandra Něvského.

### Děti
Z prvního manželství měla dvě dcery:
- Marija (3.1.1839 – 5.9.1866), provdaná za hraběte Alexandra Nikolajeviče Lamzdorfa (1835–1902), komorník, čestný opatrovník, prezident Palácového úřadu.
- Věra (28.7.1841 [10] –16.5.1912), pokřtěná 8. srpna 1841 v katedrále svatého Izáka, kmotřenka kněžny V. A. Golicynové, provdaná za knížete Dmitrije Sergejeviče Gorčakova (1828–1907). Měli syna Sergeje a vnuka Dmitrije, poté tato rodová linie zanikla. Vlastnili panství Barjatino.

Z druhého manželství, dvě dcery a syn:
- Jekatěrina (20. 9. 1849 – 24. 1. 1929), dvorní dáma, od roku 1912 státní dáma; od roku 1868 manželka hraběte Sergeje Dmitrijeviče Šeremetěva.
- Alexandra (1.1.1851–1929), dvorní dáma, od roku 1894 manželka D. S. Sipjagina (1853–1902).
- Pjotr (12.5.1854–1931), kníže, pobočník velkoknížete Michaila Nikolajeviče, plukovník, účastník rusko-turecké války.

Děti
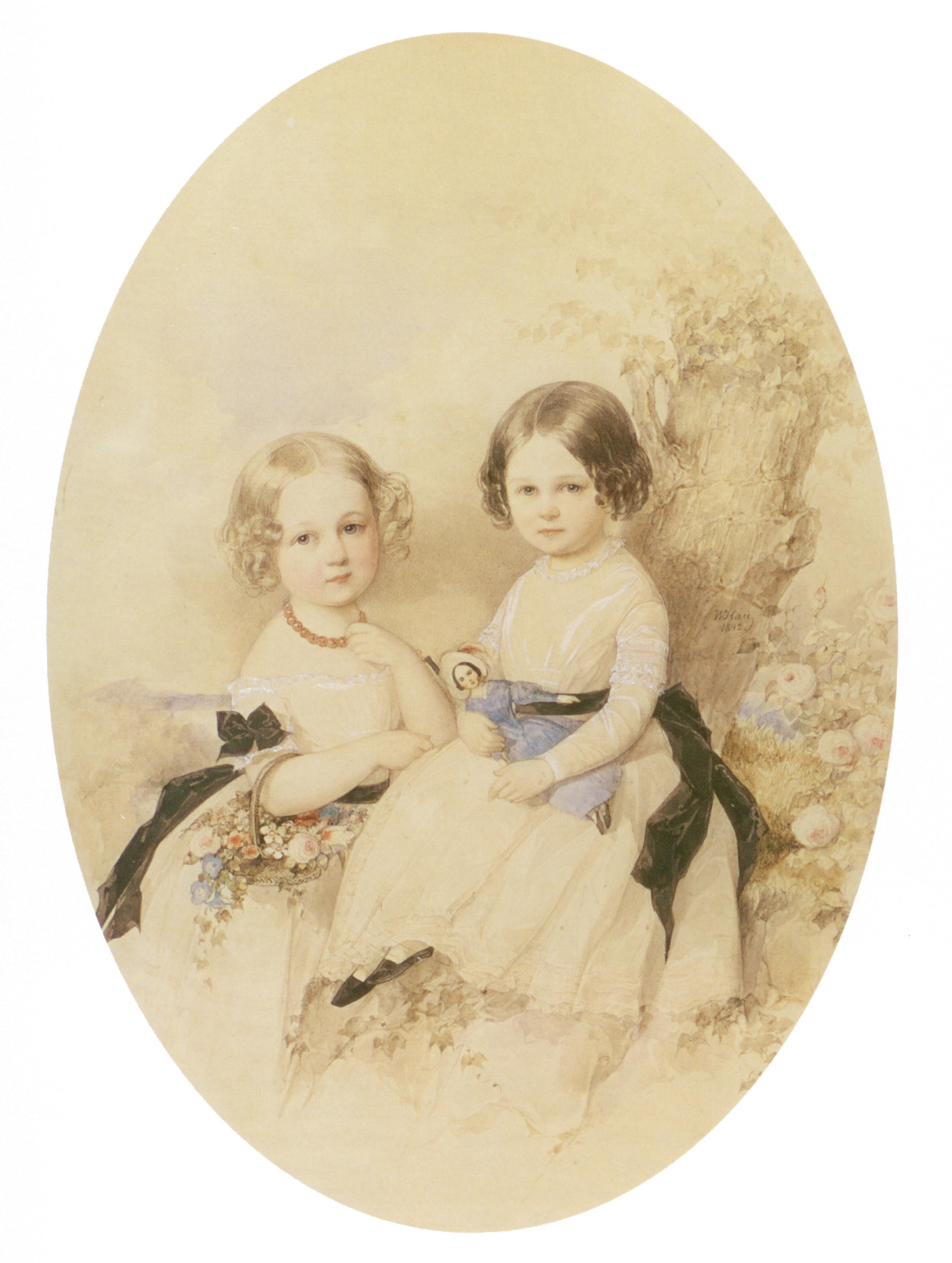
Marija a Věra Beckové
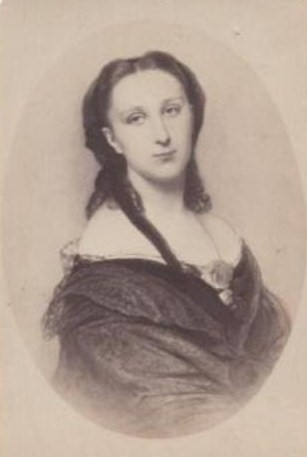
Marija
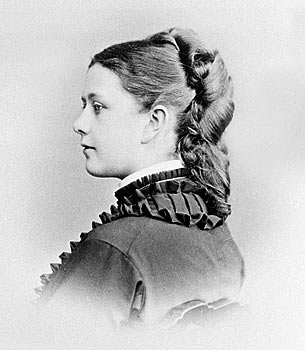
Jekatěrina
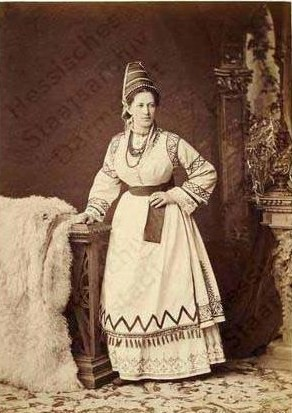
Alexandra
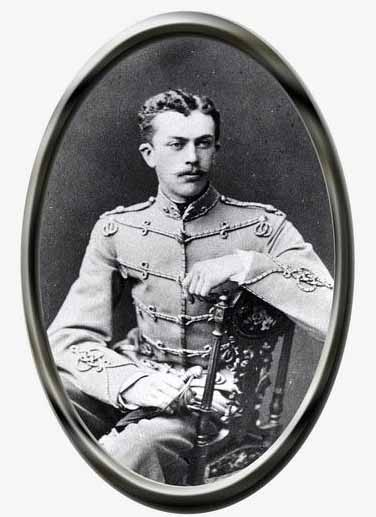
Pjotr